# 阮福洪伉
阮福洪伉（越南语：／，1837年5月5日—1855年2月19日），越南阮朝绍治帝第九子，生母瑞嬪張氏慎，協和帝同母兄。
明命十八年四月初一日（1837年5月5日），阮福洪伉在順化京城出生。年少好學。嗣德五年（1852年）二月，受封為富祿郡公（越南语：／），後因富祿是畿內（承天府）縣名，改封為豐祿郡公（越南语：／）。嗣德七年（1854年），隨嗣德帝前往太學視學，作《御視學詩》六章，收入嗣德帝《御製辟雍賡歌會集》。嗣德八年正月初三日（1855年2月19日），阮福洪伉去世，壽十九歲，諡恭厚，葬於承天府香水縣居正總楊春社。

## 子女
阮福洪伉無嗣。本房後裔按照御賜子字部起名。
成泰二年（1890年），阮福洪伉同胞妹妹樂成公主阮玉嫻德上疏，請以幼弟朗國公阮福洪佚第二子阮福膺協過繼給豐祿郡公為子，改名阮福膺學，襲封畿外侯。